# Associazione Sportiva Dilettantistica Varese Olona Nuoto
L'Associazione Sportiva Dilettantistica Varese Olona Nuoto (meglio nota come Varese Olona Nuoto o anche con la sigla VON) è la principale società natatoria della città di Varese, preposta alla pratica di nuoto e pallanuoto.
Per la stagione 2023-2024 le prime squadre della società militano nel campionato italiano di Serie C maschile e in quello di Serie A2 femminile.
I colori sociali sono il bianco, il rosso ed il blu (unione dei colori cittadini con la tinta peculiare dell'acqua).

## Storia
La società è stata fondata nel 1951 da Fausto Fabiano, figura di spicco dell'ambiente natatorio varesino, a cui è intitolata la Piscina Comunale cittadina, sede delle gare interne. Scomparso il fondatore, la gestione è stata rilevata dal figlio Fabio.

### Pallanuoto femminile
La prima squadra femminile di pallanuoto costituisce la sezione più prestigiosa e titolata del sodalizio, annoverando nel suo palmarès un secondo posto nel campionato nazionale di Serie A2 2005-2006, sotto la conduzione dei tecnici Alberto Bellorini e Mino Marsili: la successiva vittoria nei playoff valse anche la prima promozione Serie A1.

Nelle tre stagioni successive la squadra femminile, guidata da Manuela Zanchi (nel duplice ruolo di giocatrice ed allenatore) e Maria Pia Sambo, dopo la prima salvezza raggiunta ai playout, riuscì per due volte consecutive a qualificarsi ai play-off per il titolo, in ambedue i casi uscendo al primo turno.
Nella stagione 2009-2010, complice l'abbandono di varie giocatrici titolari (ivi compresa Manuela Zanchi) e lo scarso feeling della squadra col nuovo allenatore, Jacopo Bologna, la VON si ritrovò in fondo alla classifica di massima serie, con sole quattro partite vinte; nemmeno le dimissioni di Bologna, sostituito alla quintultima giornata da Andrea Sellaroli, riuscirono ad evitare la retrocessione.
A seguito di tale annata, non ritenendo di avere risorse sufficienti per affrontare il campionato di Serie A2, la dirigenza societaria rinunciò alla seconda serie optando per far ripartire la squadra femminile dalla Serie B (terzo livello dei campionati italiani), nuovamente sotto la guida di Alberto Bellorini.
Dopo cinque anni di militanza in Serie B, al termine della stagione 2014-2015 la squadra femminile ha vinto il proprio girone ed ha successivamente chiuso al secondo posto gli spareggi-promozione disputati a Frosinone, garantendosi la promozione in Serie A2.
Al termine di tale fortunata stagione il tecnico Alberto Bellorini passa a gestire la seconda squadra maschile, militante nella Serie A del campionato Libertas PallaNuotoItalia; Gionata Gesuato, ex assistente allenatore della prima squadra maschile e responsabile dei settori giovanili della VON, rileva la guida tecnica della prima squadra femminile e la conduce alla salvezza al termine della stagione regolare.

#### Rosa 2017-2018
| N° |                   | Ruolo | Giocatore        |
| -- | ----------------- | ----- | ---------------- |
|    | Italia (bandiera) | P     | Sofia Caperna    |
|    | Italia (bandiera) | P     | Martina Giannoni |
|    | Italia (bandiera) | P     | Michela Girardi  |
|    | Italia (bandiera) | M     | Sara Bianchi     |
|    | Italia (bandiera) | M     | Sofia Bottiani   |
|    | Italia (bandiera) | M     | Sara Brughera    |
|    | Italia (bandiera) | M     | Martina Cantone  |
|    | Italia (bandiera) | M     | Valeria Girardi  |
|    | Italia (bandiera) | M     | Greta Ielmini    |
|    | Italia (bandiera) | M     | Beatrice Riva    |
|    | Italia (bandiera) | M     | Anna Sonzini     |
|    | Italia (bandiera) | E     | Martina Bonanno  |
|    | Italia (bandiera) | E     | Michela Broggini |
|    | Italia (bandiera) | E     | Virginia Cardin  |
|    | Italia (bandiera) | E     | Giulia Daverio   |
|    | Italia (bandiera) | E     | Marta Giroldi    |
|    | Italia (bandiera) | E     | Martina Marrone  |
|    | Italia (bandiera) | E     | Elisa Masiello   |
|    | Italia (bandiera) | E     | Luna Mazzoccone  |

| N° |                   | Ruolo | Giocatore            |
| -- | ----------------- | ----- | -------------------- |
|    | Italia (bandiera) | E     | Laura Peverelli      |
|    | Italia (bandiera) | E     | Gaia Regè            |
|    | Italia (bandiera) | A     | Valentina Cenacchi   |
|    | Italia (bandiera) | A     | Serena Cerutti       |
|    | Italia (bandiera) | A     | Alessandra Costa     |
|    | Italia (bandiera) | A     | Beatrice Daverio     |
|    | Italia (bandiera) | A     | Ilaria Marzoli       |
|    | Italia (bandiera) | A     | Chiara Masiello      |
|    | Italia (bandiera) | A     | Giorgia Miranda      |
|    | Italia (bandiera) | A     | Giulia Montalbetti   |
|    | Italia (bandiera) | A     | Laura Scolieri       |
|    | Italia (bandiera) | CB    | Alessia Brusco       |
|    | Italia (bandiera) | CB    | Matilde Caverzaghi   |
|    | Italia (bandiera) | CB    | Alessia De Francesco |
|    | Italia (bandiera) | CB    | Daniela Moroni       |
|    | Italia (bandiera) | CB    | Irene Raimondi       |
|    | Italia (bandiera) | CB    | Simona Saiano        |
|    | Italia (bandiera) | CB    | Maddalena Vidale     |

| Allenatore: | Gionata Gesuato |

### Pallanuoto maschile
La squadra maschile, dopo diversi anni di militanza nel campionato di Serie D (poi ribattezzato Promozione), nella stagione 2010-2011 conquista la promozione in Serie C vincendo lo spareggio con la prima classificata del girone piemontese, sotto la guida di Luca Bianchi. Nelle stagioni successive la squadra, concludendo il campionato a metà classifica, ottiene la permanenza in categoria.
La prima squadra maschile, a partire dalla stagione 2013/2014, è seguita dal tecnico Sandro Cattino. Nella stagione 2015-2016 si classifica al primo posto del campionato di serie C lombardo/piemontese e viene promossa per la prima volta nella storia in serie B.